# دي هافيلاند جبسي
دي هافيلاند جبسي (بالإنجليزية: de Havilland Gipsy)‏ هو محرك طائرة مكبسي ذو أربع أسطوانات على خط مستقيم مبرد بالهواء بريطاني الصنع. صممه المهندس فرانك هالفورد في عام 1927 ليحل محل محرك إيه دي سي سيرو (بالإنجليزية: ADC Cirrus)‏ على طائرات الخفيفة من طراز دي هافيلاند دي إتش.60 موث ذات السطحين.

## قوائم ذات صلة
- قائمة محركات الطائرات